# Elly Penha
Esther (Elly) Penha (Amsterdam, 14 september 1891 - aldaar, 2 december 1914) was een Nederlands pianiste.
Zij was dochter van diamantsnijder Moses/Maurice Penha en Susette Hollander en het gezin woonde enige tijd op Sarphatistraat 111 te Amsterdam. Broer Michel Penha werd bekend cellist in de Verenigde Staten.
Ze kreeg haar opleiding van Jean-Baptiste de Pauw aan het Conservatorium van de Maatschappij tot Bevordering der Toonkunst te Amsterdam. Ze slaagde voor haar eindexamen in 1913 met een door Carl Friedberg en Dirk Schäfer beoordeelde "Prix d’excellence".
Al tijdens haar opleidingstraject zat ze op de kleinere concertpodia, zoals De Vereniging in Hilversum in 1912. In dat jaar nam ze deel aan een leerlingenconcert (einduitvoeringen) in het Concertgebouw in Amsterdam. Op 29 mei 1913 ging het er serieuzer aan toe, ze speelde er onder Evert Cornelis het Pianoconcert nr. 4 van Ludwig van Beethoven met het Concertgebouworkest. Een jaar later tijdens de Paas-matinee zat ze weer op dat podium en Evert Cornelis leidde toen het Pianoconcert nr. 1 van Franz Liszt.
In 1914 startte ze nog met zanglessen in Frankfurt am Main, maar de Eerste Wereldoorlog gooide roet in het eten.
Haar loopbaan kreeg een abrupt eind, ze overleed begin december 1914 aan Sarphatistraat 100  Bij haar begrafenis op Zorgvlied waren kopstukken uit de Nederlandse muziekwereld aanwezig: Julius Röntgen, Anton Tierie, Cornelis Dopper, Herman Leydensdorf, Sam Swaap, P. Mendes en Peter van Anrooy.